# Владина агенција
Владине агенције или државне агенције (некада познате и као комисије) јесу специфична врста државних организација, субјеката којима је поверено вршење управне делатности.

## Јавне агенције у Србији
Јавне агенције су у законодавство Србије уведене релативно скоро, доношењем тзв. Закона о јавним агенцијама из 2005. године. За сада се Закон о јавним агенцијама делимично примењује на, на пример, Агенцију за приватизацију, Агенцију за привредне регистре и Агенцију за лиценцирање стечајних управника. Класификацију свих агенција према прописима Републике Србије није могуће прецизно извршити, те је свако разврставање условног карактера, али је, због донекле различитог правног режима којим су подвргнуте, пожељно разликовати јавне агенције као недржавне субјекте са јавним овлашћењима и тзв. државне агенције, или како их многи називају „стручне службе Владе” као посебне управне организације у саставу државне управе.

## Делатност
Јавне агенције су Законом дефинисане као организације које се оснивају за развојне, стручне или регулаторне послове од општег интереса, јер таква тела могу делотворније да врше те послове него органи државне управе, нарочито ако се у целини или претежно могу финансирати од цена коју плаћају корисници услуга. Оне могу вршити и друге послове повезане са сврхом њиховог оснивања, а јавним агенцијама се могу посебним законом, као јавно овлашћење, поверити и послови државне управе — они послови који се уопште и могу поверавати, а то су:
1. Доношење прописа за извршавање закона и других општих аката Народне скупштине и Владе (а ти прописи, наравно, морају одговарати прописима које доносе органи државне управе);
2. Решавање у првом степену у управним стварима (када решења доноси директор јавне агенције, а о жалби на решење решава министарство у чијем су делокругу послови јавне агенције);
3. Издавање јавних исправа и вођење евиденција.

## Основна начела
Основна начела устројства јавних агенција и њихове битне одлике према нашем позитивном праву су:
- Оснивају се одлуком надлежног органа (права оснивача у име Републике Србије врши влада), а органи агенције су управни одбор и директор;
- Имају статус правног лица које стичу уписом у регистар;
- Самосталне су у свом раду, што се заснива на стручној природи послова које обављају;
- Независне су у функционалном смислу, тако да ни оснивач ни корисници услуга не могу остварити претежни утицај на одлучивање органа агенције;
- Независне су у финансијском смислу, и финансирају се, пре свега, из цена коју плаћају корисници услуга;
- Надзор над радом јавних агенција у повереним пословима државне управе врши министарство у чијем делокругу су послови конкретне агенције.